# バレンタイン (映画)
バレンタイン（Valentine）は2001年にアメリカ合衆国で公開された映画。

## キャスト
※括弧内は日本語吹替
- ケイト・デイヴィス - マーリー・シェルトン（小山裕香）
- ペイジ・プレスコット - デニス・リチャーズ（手塚ちはる）
- アダム・カー - デヴィッド・ボレアナズ（山野井仁）
- ドロシー・ウィーラー - ジェシカ・キャプショー
- キャンベル・モリス - ダニエル・コスグローヴ
- リリー・ヴォイト - ジェシカ・コーフィール（菊池いづみ）
- シェリー・フィッシャー - キャサリン・ハイグル（村井かずさ）
- ルーシー・ウォーカー - ヘディ・バーレス
- レオン・ヴォーン刑事 - フルヴィオ・セセラ（納谷六朗）